# Gustavo Lozano-Contreras
Adriano Soldano (22 mai 1938 à Bogota - 10 juillet 2000 à Bogota) est un botaniste colombien.